# 4shared Desktop
4shared Desktop là một chương trình quản lý tải lên/tải xuống dạng freeware do công ty 4shared phát triển và xây dựng dành cho hệ điều hành Microsoft Windows, Mac PX và Linux. Mục tiêu chính của phần mềm này là cho phép truy cập nhanh vào các tài khoản 4shared và quản lý tập tin người dùng khi sử dụng dịch vụ. 
Với các tính năng nổi bật về mặt giao diện như thân thiện, dễ sử dụng, nhiều tiện ích, 4shared Desktop làm tăng hiệu quả công việc đối với người dùng. Giao diện 4shared Desktop được mô phỏng theo giao diện ứng dụng desktop, vì vậy người dùng có thể tạo nhiều thư mục và nén các thư mục tại ổ cứng ảo một cách trực tiếp. Phiên bản mới nhất hiện nay của 4shared Desktop là phiên bản 3.3.5.
Để truy cập dịch vụ miễn phí, khách hàng phải đăng ký tài khoản tại 4shared.com. Khi đăng nhập, người dùng sẽ được 10GB sử dụng miễn phí, nếu xác thực địa chỉ email thì sẽ được thêm 5GB nữa.
4shared Desktop có giao diện tiếng Việt cho nên người dùng ở Việt Nam sẽ cảm thấy thoải mái hơn khi sử dụng chương trình.
Nếu dự luật SOPA và PIPA được thông qua, theo giới công nghệ có thể 4shared Desktop có thể chịu hoàn cảnh tương tự Megaupload.

## Tính năng
Một số tính năng nổi bật của 4shared Desktop như sau:
- Hỗ trợ proxy.
- Thân thiện với người dùng GUI.
- Không quảng cáo.
- Nối lại tải lên/tải xuống bị ngắt quãng.
- Hỗ trợ Drag&drop.
- Đồng bộ hóa giữa PC và tài khoản 4shared (hiện làm việc với chế độ beta).
- Có chỉ báo về dung lượng.
- Có tìm kiếm nội bộ.
- Có thể bảo vệ file bằng mật khẩu.
- Có thể xem/chạy file bằng chương trình nội bộ.
- Đồng thời tải lên và tải xuống nhiều file.
- Bản ghi hoạt động.
- Liệt kê file ưa thích.
- Liên kết tải xuống cho mỗi file.
- Có thể phản hồi nhanh.
- Truy cập nhanh vào tài khoản 4shared mà không cần mở trang đó với trình duyệt.
- Chia sẻ file với những người dùng khác.
- Hỗ trợ tải lên và tải xuống nhiều tập tin.
- Chia sẻ ảnh: tạo album, hình thu nhỏ tự động, cộng đồng ảnh và số lần tải xuống.
- Chia sẻ video: tạo bộ sưu tập DVD, phát trực tuyến, cộng đồng video, số lần tải xuống.

## Tích hợp
4shared Desktop bổ sung thêm một tùy chọn vào trình đơn chuẩn Windows theo ngữ cảnh thường được gọi ra khi nhấp chuột phải vào tập tin.

## Bản địa hóa
4shared Desktop trước đây là sản phẩm dành cho người dùng nói tiếng Anh. Hiện nay với sự phát triển lớn mạnh, chương trình đã được đón nhận khắp nơi trên thế giới.

## Chính sách về mặt bản quyền của chương trình
4shared Desktop là dịch vụ chia sẻ tập tin trực tuyến theo dạng Bản quyền thiên niên kỷ kỹ thuật số (DMCA). Chương trình cung cấp người dùng với khả năng lưu trữ dữ liệu bằng cách tải lên các loại tập tin khác nhau khi sử dụng dịch vụ. Chương trình cam kết không theo dõi màn hình hoặc xem lại các tập tin tải lên máy chủ bởi người sử sụng. Về mặt vi phạm bản quyền, 4shared cực lực phản đối và sẽ bảo vệ quyền của chủ sở hữu bản quyền hợp pháp. Nếu ai đó là chủ sở hữu bản quyền của nội dung xuất hiện trên trang web 4shared và không cấp phép cho việc sử dụng các nội dung đó, họ phải thông báo cho 4shared bằng văn bản để xác định nội dung bị cáo buộc vi phạm.